# Sarcodontia crocea
Sarcodontia crocea је врста гљиве из породице Meruliaceae. Расте као паразит на старим стаблима која одумиру. Често расте на воћкама из породице Rosaceae. Најчешћа је на стаблима јабуке), али се може наћи и на другим воћкама, па чак и другим врстама листопадног дрвећа. Иако се може наћи у многим европским и ваневропским земљама, ова гљива налази се на црвеној листи угрожених врста (Чешка, Данска, Естонија, Холандија, Шведска и Велика Британија). Изван Европе ова гљива је такође распрострањена и у Северној Америци и Азији.
Врста је први пут описана 1882. године. 

## Распрострањеност
Гљива Sarcodontia crocea је распрострањена у Европи, Азији и Северној Америци. Најчешће се налази у западној и југоисточној Европи (Аустрија, Велика Британија, Немачка, Пољска, Украјина, Данска, Летонија, Аустрија, Француска). На северу Европе може се наћи у Шведској и на југу Финске, али је нема у Норвешкој. Забележена је у источноевропским шумама и јужним деловима Русије, као и на истоку Сједињених Америчких Држава. Појединачни примерци нађени су и у Србији (Бања Врујци).
Данас се у природи ова гљива ретко налази и врста је у изумирању, док је у Естонији изумрла. Услед глобалног загревања врста мигрира према северу. 
У Северној Америци ограничена је на источни део, на територији државе Њујорк. У Русији је забележена на малом броју раштрканих локалитета, али није уврштена на црвену листу.

## Опис врсте
Sarcodontia crocea је једногодишња гљива. Расте чврсто приљубљена уз подлогу. Може бити величине од неколико центиметара до једног метра.
Хименијум је гладак до брадавичаст или са густо распоређеним бодљама дужине до 3 цм. Боје је бледо до сумпорне жуте, која старењем прелази у смеђу. Месо је дебљине 30 мм, жуто, зрнасто, воштане конзистенције. Интензивног је мириса на воће, сличног ананасу или нарибаној јабуци, анису или амил алкохолу Мирис се често осећа далеко од дрвета на ком расте. Упечатљива боја и интензиван мирис могу бити од велике помоћи код сакупљања и детерминације и чине ову гљиву лако препознатљивом.  Плодоносна тела се појављују у лето и јесен, а понекад и током топлијих зима.
Мицелијум је такође жут и има исти упечатљив мирис на воће.

## Станиште
Гљива Sarcodontia crocea расте на старим оштећеним воћкама, углавном јабукама, која расту у старим воћњацима, баштама, ливадама или поред путева. У питању су стабла стара 60-70 година која се гаје на традиционалан начин, без савремених интензивних метода. Најчешћа је на стаблима јабуке), а нешто ређе се јавља на крушкама, шљивама или стаблима различитих врста јаребика. Осим на воћкама може наћи и на другим листопадним врстама дрвећа (нпр. брезе, јавори, јасени, букве и храстови).
Гљива насељава мртве, суве гране или се појављује у пукотинама коре и трулим удубљењима на стаблу. Изазива белу трулеж дрвета на деблу и гранама. Претпоставља се да јој погодују стабла оштећена нападом поткорњака из рода Scolytus.

### Угроженост
Некада се ова гљива сматрала уобичајеним паразитом у воћњацима, посебно на стаблима јабука. Данас стара стабла, која су искључиви домаћини ове врсте, постају све ређа. Урбанизацијом сеоских насеља и модернизацијом воћарске производње стабла домаћини ове гљиве се секу. Дрвореди поред путева и сеоске окућнице попримају нов изглед и за њихово уређење се користе украсне врсте. С друге стране, воћњаци се подмлађују, а за њихов узгој користе се нове технологије. Зато се стара стабла секу, а сеча биљака домаћина је главна претња опстанку ове гљиве. Обзиром да се овај тренд неће зауставити, очекује се даљи пад популације услед губитка станишта.
У Европи је забележено око 400-500 локалитета на којима расте Sarcodontia crocea. Око половине ових локалитета налази се у Немачкој, где се гљива не сматра ретком, док је у Естонији забележен потпуни нестанак врсте.
- Млади примерак гљиве
- Исти примерак стар годину дана